# All the Lovers
«All The Lovers» (с англ. — «Все возлюбленные») — песня австралийской певицы Кайли Миноуг, выпущенная 11 июня 2010 года на лейбле Parlophone в качестве ведущего сингла с её одиннадцатого альбома Aphrodite (2010). Авторами композиции выступили Джим Элиот и Мима Стилвелл, участники британского электропоп-дуэта Kish Mauve. Трек спродюсировали Элиот и Стюарт Прайс, который также отвечал за сведение. «All The Lovers» — песня в стиле диско с элементами электронной музыки, в которой Миноуг приглашает своего возлюбленного потанцевать и утверждает, что её предыдущие отношения не сравняться с нынешними.

## История создания и релиз
После успешного лечения рака молочной железы Миноуг в 2007 году выпустила десятый студийный альбом X. Пластинка дебютировала на первой строчке чарта Австралии и получила в этой стране платиновый статус. В британском хит-параде диск достиг четвёртой строчки и вскоре стал платиновым. X получил в основном положительные отзывы критиков, но многие из них отметили большое количество «проходных» песен на диске и посчитали, что этот альбом не стал достойным возвращением Миноуг на сцену.
Вскоре Миноуг начала работать над одиннадцатым студийным альбомом Aphrodite. Исполнительным продюсером пластинки выступил музыкант, обладатель «Грэмми» Стюарт Прайс. «All the Lovers» — одна из последних песен, написанных для альбома. Авторами композиции выступили Джим Элиот и Мима Стилвелл, участники британского электропоп-дуэта Kish Mauve, которые также написали песню «2 Hearts» — первый сингл с альбома X. Трек спродюсировали Элиот и Стюарт Прайс, который также отвечал за сведение. Миноуг также записала испаноязычную версию песни под названием «Los Amores».
По словам Миноуг, «All the Lovers» «выражает чувство эйфории всего альбома», и именно поэтому певица выбрала песню на роль ведущего сингла с пластинки. Премьера трека состоялась 14 мая 2010 года на британских радиостанциях. 11 июня того же года состоялся мировой релиз сингла на CD. В тот же день композиция стала доступна для скачивания в iTunes. Цифровой релиз песни в Великобритании состоялся 13 июня, а позже, 28 июня, она вышла на физических носителях. В качестве би-сайдов в сингл вошли треки «Go Hard or Go Home» и «Los Amores».

## Музыка и текст песни
«All the Lovers» — песня в стиле диско с элементами электропопа. Согласно сайту Musicnotes.com, композиция написана в тональности до мажор в среднем темпе в 142 удара в минуту. Вокальный диапазон Миноуг простирается от соль третьей октавы до ля четвёртой октавы. Стилистически и вокально песня схожа с синглом Миноуг «I Believe in You» со сборника Ultimate Kylie (2004). Композиция начинается со строчки, в которой лирическая героиня приглашает своего возлюбленного потанцевать: «Танцевать — всё, чего я хочу / Не потанцуешь ли со мной? / Я стою с тобой рядом / Так почему бы тебе не потанцевать?». В припеве трека, который сопровождается мелодичным синтезаторным риффом, Миноуг поёт о том, что её предыдущие отношения не могут сравниться с нынешними: «Все возлюбленные, которые были до тебя, с тобой не сравняться / Не убегай от меня / Просто дай мне немного больше / Все возлюбленные с тобой не сравняться». Обозреватель британского музыкального сайта Popjustice высказал мнение, что песня «на самом деле не о том, как расслабляться во время танца, а о том, как расслабляться в отношениях».

## Музыкальное видео
Видеоклип на сингл «All the Lovers» снимался 8 и 9 мая 2010 года в центре Лос-Анджелеса, штат Калифорния. Режиссёр клипа — Joseph Kahn, известный по работе со многими мировыми знаменитостями.

## Позиции в чартах
Песня оказалась очень успешной для певицы, она вошла в лучшую 20-ку в Австралии, Бельгии, Японии и России, и достигла лучшей десяти в странах, таких как Ирландия, Италия, Соединенное Королевство и Швейцария.

## Список композиций
| - CD сингл #1 1. «All the Lovers» — 3:20 2. «Go Hard or Go Home» (Lucas Secon, Damon Sharpe, Thomas Sardorf, Daniel Davidsen, Mich Hansen) — 3:43 - CD сингл #2 1. «All the Lovers» — 3:20 2. «All the Lovers» (WAWA & MMB Anthem Remix) — 6:04 3. «All the Lovers» (Michael Woods Remix) — 7:55 4. «All the Lovers» (XXXchange Remix) — 4:49 5. «All the Lovers» (Music video) - 7" винил-диск 1. «All the Lovers» — 3:20 2. «Los Amores» — 3:22 - Цифровой сингл 1. «All the Lovers» — 3:20 - Цифровой пакет EP 1. «All the Lovers» — 3:20 2. «All the Lovers» (Wawa & Mmb Anthem Remix) — 6:04 3. «All the Lovers» (Michael Woods Remix) — 7:55 4. «All the Lovers» (XXXchange Remix) — 4:49 | - «All the Lovers» (WAWA & MMB Anthem Edit) Цифровой сингл для Великобритании 1. «All the Lovers» (WAWA & MMB Anthem Edit) — 3:21 - «All the Lovers» Masterbeat Mix Contest & iTunes цифровой EP для Великобритании 1. «All the Lovers» (Lead Vocal Stem) — 3:22 2. «All the Lovers» (Background Vocal Stem) — 3:22 3. «All the Lovers» (Drums & Bell Stem) — 3:22 4. «All the Lovers» (Synth Stem) — 3:22 5. «All the Lovers» (Piano Stem) — 3:22 6. «All the Lovers» (Bass Stem) — 3:22 7. «All the Lovers» (Top Hook Stem) — 3:20 - «Los Amores» Мексиканский цифровой сингл 1. «Los Amores» — 3:19 |